# Juvenal Olmos
Juvenal Olmos (nascido em 5 de outubro de 1962 em Santiago, Chile) é um treinador de futebol Chileno que treinou a Seleção Chilena de Futebol entre 2003 e 2005.